# Orde van Nichan El-Anouar

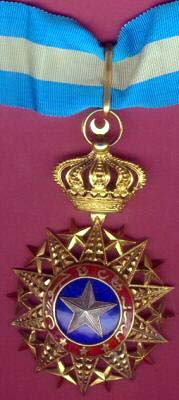
Orde van Nichan El-Anouar.

De Orde van Nichan El-Anouar (Frans: "Ordre du Nichan El-Anouar", Arabisch: "Orde van de Lichten") werd in 1887 ingesteld als orde van verdienste van het sultanaat Tajurah in Frans-Somaliland.

De stichter was sultan Hamed ben Mohamed van Tadjourah (een stad in het huidige Djibouti) en de aanleiding was "het creëren van een blijvende herinnering aan het gelukkige ogenblik waarop zijn volk zich onder de bescherming van het glorierijke Frankrijk stelde".
De Franse gouverneur keurde het oprichten van een orde goed maar eiste dat hij gekend zou worden in alle benoemingen en de slavenhandel zou worden afgeschaft.
In 1896 werd de orde ingelijfd als een Franse koloniale orde en bleef dat tot 1 september 1950.
De orde werd zowel aan burgers als aan militairen verleend en buitenlanders, die niet in de orde werden opgenomen, werden benoemd als een blijk van hoogachting.

De Franse president was de grootmeester van de orde die een kanselier deelde met het Legioen van Eer.
Men verleende deze onderscheiding in de Franse bezittingen in Somalië en Centraal-Afrika.

## Waardigheden ("dignités") van de Orde
- Grootkruis

De grootkruisen droegen het kleinood van de orde aan een grootlint op de linkerheup en de ster van de orde op de linkerborst
- Grootofficier

De grootofficieren droegen een kleinood aan een lint met een rozet op de linkerborst en een ster rechtsonder op de rechterborst.

## Graden van de Orde
- Commandeur

De commandeur droeg een groot uitgevoerd kleinood van de orde aan een lint om de hals. 
- Officier

De officier droeg een kleinood aan een lint met een rozet op de linkerborst. 
- Ridder

De ridder droeg een kleinood aan een lint op de linkerborst. Bij de ridder is in het kleinood geen goud verwerkt

## Versierselen van de Orde
Het Arabisch ogende kleinood was een tienpuntige zilveren ster. Een beugelkroon met een halve maan in plaats van een kruis op de bal die de plaats waar de opstaande diademen bij elkaar komen bedekte diende als verhoging en in het centrale medaillon is op een zwarte achtergrond een zilveren ster afgebeeld binnen een rode cirkel met een Arabische tekst.

De ster is gelijk aan het kleinood maar heeft geen kroon.
De versierselen zijn voor burgers en militairen gelijk.
Het lint is donkerblauw met een centrale witte streep.
Op 1 september 1950 werd het Franse ordestelsel hervormd. De Orde van Nichan El-Anouar, de Orde van de Ster van Anjouan en de Orde van de Zwarte Ster werden Franse Overzeese Orden.
 De andere drie koloniale orden werden "Orden van met Frankrijk geassocieerde staten" (Frans: "Ordre des États Associés de l'Union Française").
In 1963 werd ook het verlenen van de Overzeese Orden gestaakt. In hun plaats trad de nieuwe "Nationale Orde van Verdienste".

## Gedecoreerde
- Edgar Puaud (Franse generaal), officier

| Batons van de Orde van Nichan El-Anouar | Batons van de Orde van Nichan El-Anouar | Batons van de Orde van Nichan El-Anouar | Batons van de Orde van Nichan El-Anouar | Batons van de Orde van Nichan El-Anouar | Batons van de Orde van Nichan El-Anouar |
| --------------------------------------- | --------------------------------------- | --------------------------------------- | --------------------------------------- | --------------------------------------- | --------------------------------------- |
| Grootkruis                              | Grootofficier                           | Commandeur                              | Officier                                | Ridder                                  |                                         |